# Богаз
Богази представљају посебан површински облик крашког процеса. То су издужена, врло уска удубљења у голом красу, која имају облик стеновитог рова. Настају спајањем шкрапа. Дужина им је 20-30 м, али може да премаши и 100 м. Ширина им је 4-5 м, само изузетно преко 10 м. Дубина им је мала, ретко већа од 4-5 м. Пружају се праволинијски, али могу бити вијугави и изломљени. Затворени су мање-више са оба краја. Дно им је најчешће изломљено, а ређе континуално нагнуто. Може бити голо или покривено тањим или дебљим слојем црвенице и дробине. Попречни профил има изглед латинског слова "U".
Богази се запажају само у голом красу на готово заравњеним кречњачким површинама. Јављају се у групама или појединачно. Постанак богаза може бити резултат далеко одмакле стадијалне морфолошке еволуције шкрапа.
Типски богази се запажају на северозападном ободу Конавла, затим североисточно од Љубинског поља, у Поповом пољу (Шуме), на крашкој површи Буковице (северна Далмација), итд. Запажени су и на дну суве долине Вале (Херцеговина), између села Чешљара и Ораховог дола.